# Gilles Joye
Gilles Joye (1424 circa – Bruges, 31 dicembre 1483) è stato un compositore francese-fiammingo del Rinascimento membro della scuola di Borgogna, conosciuto principalmente per la sua musica profana di stile lirico e aggraziato.

## Biografia
Potrebbe essere nato a Kortrijk, poiché un Oliver Joye, probabilmente suo padre, era li presente nel 1420. Gilles sembra abbia avuto un'eccellente educazione musicale, probabilmente a Kortrijk o a Bruges, dove venne assunto come cantore nel 1449. Alcuni documenti degli archivi della cattedrale dimostrano che egli era spesso in difficoltà: veniva spesso coinvolto in risse di strada, frequentava i bordelli, si rifiutava di partecipare a manifestazioni di canto regolare, e in particolare frequentava una prostituta, famosa in città, di nome "Rosabelle". A dispetto di queste attività, venne ordinato sacerdote e poi nominato Canonico a Kleve nel 1453 ed a St. Donaziano nel 1459.
Tra il 1454 e il 1459 non si ha alcuna notizia della sua presenza nei Paesi Bassi. Basandosi su una sua ballata su una poesia di un contemporaneo fiorentino, si pensa che abbia trascorso qualche tempo in Italia, come facevano al tempo tanti altri compositori franco-fiamminghi della sua e delle generazioni successive.
Nel 1462 venne assunto, come cantore, alla cappella della corte di Borgogna, ruolo che mantenne ufficialmente fino al 1471, anche se aveva smesso di esercitare le sue funzioni nel 1468. Fra il 1465 ed il 1473 fu rettore a Delft. Dopo il 1471 tornò molto probabilmente a St. Donatian. Morì a Bruges e venne tumulato nella chiesa di St. Donatian.
Un ritratto di Joye è giunto ai giorni nostri, probabilmente dipinto da Hans Memling nel 1472. Esso è esposto presso lo Sterling and Francine Clark Art Institute a Williamstow in Massachusetts.

## Musica
Tutta la musica di Joye a noi pervenuta è costituita da canzoni profane a tre voci. Quattro delle sue opere sono rondeaux in lingua francese (anche se il testo di un rondò è andato perso) ed una ballata in italiano, scritta probabilmente tra il 1454 e il 1459 quando egli potrebbe essere stato in Italia. Le canzoni di Joye sono tipiche della musica profana burgunda del periodo, melodiche, chiare ed in stile lirico. Una di esse, Ce qu'on fait, è decisamente oscena. Nessun pezzo di musica sacra si sa per certo sia stato scritto da Joye, ma due messe anonime, scritte sulla melodia della contemporanea O rosa bella, gli sono state attribuite per ragioni stilistiche. Inoltre, l'assonanza di O Bella Rosa al nome della sua prostituta preferita assieme al carattere irriverente della sua esistenza, possono supportare questa ipotesi.
Joye è uno dei compositori menzionati nel poema di Guillaume Crétin, Déploration sur le trépas de Jean Ockeghem, scritto in commemorazione di Johannes Ockeghem nel 1497. In esso egli è uno degli angeli che accolgono Ockeghem in cielo. I compositori citati da Cretin sono stati a lungo considerati come quelli più famosi del tardo XV secolo, ampliando così la reputazione di Joye, nonostante l'esiguo numero di sue opere sopravvissute.

## Opere
1. Ce qu'on fait a catimini (3 voci, rondeau, in francese)
2. Mercy mon dueil je ne supplied (3 voci, rondeau, in francese)
3. Non pas que je veuille penser (3 voci, rondeau, in francese)
4. Rondeau senza testo, anch'esso a tre voci
5. Poy ché crudel Fortuna et rio Distino (3 voci, ballata, in italiano)